# ゲルリッヒ砲
ゲルリッヒ砲（ゲルリッヒほう）とは、砲身内径が薬室から砲口にかけて小さくなっていく形式の大砲の一種である。
一般的な軍事用語では「口径漸減砲（英語：squeeze-bore Gun）」、もしくは「減口径砲（taper-bore gun）」と呼び、ドイツではヘルマン・ゲルリッヒ (Hermann Ernst Gustav Thorismund Gerlich) が対戦車兵器に応用したため、この名称で呼ばれる。

## 概要
火薬によって砲弾を撃ち出すという方法を用いている限りにおいて、火薬の威力を最大限に活用するという命題は重大な問題であった。工作技術的な問題が解決されていない状態においては、砲弾の形状の改善が目的とともになされてきたが、厳密にいえば、火薬の威力を活用するには砲弾は砲身に負担をかけない程度の状態において密着していることが望ましく、口径が漸減していくということは、砲弾が砲身から出るまでの間において装薬の燃焼エネルギー（爆発力）を最大限に砲弾に与えることができる、という理論に基づいて構想された。
この形式の砲に用いる砲弾は、タングステン合金製の硬い弾芯の周囲に柔らかい金属の傘状の突起が巻かれた形のものを用いた。これにより、砲身内部の発射圧をより効率的に砲弾に加えることができ、通常の同口径の砲と比較して高い初速を得ることができる。そのため、口径の割には強力な貫徹力を持つ砲となる。このことは同じ貫徹力を持つより小さな口径の兵器を作れることを意味しており、兵器としての重量を小さくすることが出来るという可能性があり、同格の相手にとって脅威となりうる兵器であった。
しかし、この手の減口径砲は独特の設計のため弾頭の大型化に難があり、またその構造原理故に砲身寿命が短く、榴弾が使用できないものもあり、一定以上に発展することはなかった。

## 歴史
「口径漸減砲（減口径砲）」についての理論は第二次世界大戦以前から欧米で研究されていた。高圧に耐える弾の実用化が難しいという問題に直面しており、米英では実現不可能と考えられていたが、ドイツでは1927年にはゲルリッヒにより理論化されており、1940年の時点で実用化に成功、量産化しており、主に東部戦線（独ソ戦）で対戦車用として実戦投入されていた。小型の2.8cm sPzB41重対戦車銃はイタリア戦線等でも使用されており、当時鹵獲した米英の軍事関係者は実際に使用されているのを見て唖然としたという。
sPzB41は砲一式がコンパクトで、特に空挺部隊向け軽量砲架と小型防盾の2.8cm sPZb le.Fl-41は分解して兵士3～4名で背負って運べる等、理想的兵器だった。この他にもより大型のゲルリッヒ砲である4.2cm lePak41や、7.5 cm Pak 41があり、特に後者は1000mで177mmの垂直に立った装甲板を撃ち抜く威力を見せた。反面、その原理故に砲身の磨耗が早く（Pak41で400発で交換）、また砲弾に使用するタングステンカーバイドの原料であるタングステンはドイツ国内で産出しない戦略資源であり、工作機械への使用が優先され、Pak41は150門の限定生産に終わった。最も数が作られたsPzB41は軽装甲車輌に搭載されるなどして、その後も細々と使用され続けた。
なお、イギリス軍でも、第二次大戦後半に2ポンド戦車砲を強化するために、砲口に減口径砲身を追加・延長した「リトルジョン・アダプター」が使用されている。これはタングステン芯40 mm砲弾が30 mmに減口径されるもので、APSV（超高速徹甲弾）Mk.Iで初速1,280 m/秒で450 m先の90 mm/60度装甲を貫通、より重いMk.IIでは、同条件で1,143 m/秒、100 mmを超える装甲を撃ち抜くとされ、後期の軽戦車や装甲車の一部で用いられた。
大戦後は、減口径砲身を使わずとも、発射後の砲弾が砲口を出た後に砲弾の周囲の装弾筒を分離させ、弾芯だけを飛ばすAPDS（装弾筒付徹甲弾）やAPFSDS（装弾筒付翼安定徹甲弾）などの砲弾が登場した事等、すでに防御と攻撃に関する理論が進んだ状態にあるため、現代において当兵器が新たに作られる可能性は極めて低いと考えられる。

## 参照元
- 大砲研究室＞大砲の種類＞ゲルリッヒ砲（漸減口径砲［taper-bore gun］）